# Florø Lufthavn
Florø Lufthavn, (IATA: FRO, ICAO: ENFL) er en lufthavn 1 km syd for byen Florø i Flora Kommune i Norge. I 2009 ekspederede den 118.188 passagerer og 8.094 flybevægelser.
Det danske flyselskab Danish Air Transport (DAT) har siden april 2003 fløjet ruterne fra Florø til Bergen og Oslo med ATR 42 turboprop fly. Lufthavnen har en heliport hvor CHC Helicopter i 2009 fløj over 30.000 passagerer til/fra olieboreplatformene i Nordsøen.

## Historie
I 1930'erne begyndte man at benytte vandflyvere til og fra Florø. I 1950'erne kom de første ideer og planer for en landbaseret lufthavn. Opførelsen af den første terminalbygning begyndte i 1956, men blev stoppet inden færdiggørelsen på grund af Twin Otter flyet endnu ikke kunne flyve om vinteren. Stortinget besluttede i 1969 at færdiggøre lufthavnen, og den 28. juli 1971 kunne den åbne som den eneste i Sogn og Fjordane. Helipaden blev indviet i 1994. I 2000 udvidedes landingsbanen med 400 m til de nuværende 1300 meter.
Widerøe fløj regelmæssig rutetrafik fra lufthavnens åbning til 2000, hvor Coast Air vandt den offentlige licitation over ruterne. I 2003 vandt Danish Air Transport buddet på ruterne til Oslo og Bergen og har siden fløjet dem med offentlig støtte.

## Trafiktal
| År   | Passagerer | % forskel | Flybevægelser | % forskel |
| ---- | ---------- | --------- | ------------- | --------- |
| 2010 | 119.052    | 1.6       | 8.783         | 8.5       |
| 2009 | 118.188    | 6.6       | 8.094         | 4.2       |
| 2008 | 110.915    | 1.0       | 7.769         | 0.6       |
| 2007 | 111.998    | 7.5       | 7.818         | 0.0       |
| 2006 | 104.274    | 6.7       | 7.819         | 5.2       |
| 2005 | 111.750    | 3.5       | 8.252         | 5.3       |
| 2004 | 108.004    | 11.5      | 7.833         | 0.5       |
| 2003 | 96.841     | 5.8       | 7.525         | 4.4       |
| 2002 | 91.503     | 4.9       | 7.870         | 1.5       |
| 2001 | 87.188     | 23,5      | 7.990         | 12.3      |
| 2000 | 102.070    | 0.7       | 9.107         | 17.8      |